# Dinera carinifrons
Dinera carinifrons är en tvåvingeart som först beskrevs av Fallen 1817.  Dinera carinifrons ingår i släktet Dinera och familjen parasitflugor. Arten är reproducerande i Sverige. Inga underarter finns listade i Catalogue of Life.